# Марса-Тільма
Марса́-Тільма́ — бухта, розташована в західній частині Суецької затоки Червоного моря. Розташована в межах Єгипту. На березі розташована пристань та пост берегової охорони. На північному сході бухта відокремлена від моря довгим піщаним островом-косою.
| Єгипет | Це незавершена стаття з географії Єгипту. Ви можете допомогти проєкту, виправивши або дописавши її. |